# سنگ‌نگاری هواشان زووجیانگ
هنر صخره‌ای کوه‌های هواشان زووجیانگ (崇左市壮族博物馆) (چینی: 花山壁画; پین‌یین: Huāshān Bìhuà) یک مجموعه وسیع از هنرهای سنگ‌نگاری تاریخی است که بر روی سطوح صخره‌ای آهکی در گوانگشی، جنوب چین نقاشی شده‌اند. این نقاشی‌ها در ساحل غربی رودخانه مینگ (چینی: 明江; پین‌یین: Míng Jiāng; ت.ت. 'Bright River') که یک رودخانه فرعی از رودخانه زووجیانگ است، قرار دارند. این منطقه از نقاشی‌ها بخشی از ذخیره‌گاه طبیعی نونگانگ است و به شهرستان نینگمینگ تعلق دارد. در ۱۵ ژوئیه ۲۰۱۶، منظر فرهنگی هنر صخره‌ای کوه‌های هواشان زووجیانگ به عنوان ۴۹امین میراث جهانی یونسکو در چین ثبت شد.
مساحت اصلی نقاشی‌ها در طول صخره‌ها حدود ۱۷۰ متر (۵۶۰ فوت) عرض و حدود ۴۰ متر (۱۳۰ فوت) ارتفاع دارد و یکی از بزرگ‌ترین نقاشی‌های صخره‌ای در چین به حساب می‌آید. این نقاشی‌ها در ارتفاعات بین ۳۰ متر (۹۸ فوت) تا ۹۰ متر (۳۰۰ فوت) از سطح آب رودخانه قرار دارند. منطقه اصلی حاوی حدود ۱۹۰۰ تصویر قابل‌شمردنی است که در حدود ۱۱۰ گروه مرتب شده‌اند. نقاشی‌ها به رنگ قرمز هستند و با استفاده از ترکیبی از اخرایی (هماتیت), چسب حیوانی و خون کشیده شده‌اند. آنها تصاویر انسان‌ها و حیوانات را همراه با درام‌های برنزی، چاقوها، شمشیرها، زنگ‌ها و کشتی‌ها به تصویر می‌کشند. اندازه انسان‌ها معمولاً بین ۶۰ سانتیمتر (۲۴ اینچ) و ۱۵۰ سانتیمتر (۴٫۹ فوت) است، اما یک تصویر انسان به ارتفاع ۳ متر (۹٫۸ فوت) هم وجود دارد.
در ابتدا تصور می‌شد که این نقاشی‌ها مربوط به دوره‌ای از سده ۵ (پیش از میلاد), تا سده ۲ (میلادی) دوران مشترک باشند. با این حال، تاریخ‌گذاری کربنی اخیر نشان می‌دهد که قدیمی‌ترین نقاشی‌ها حدود ۱۶٬۰۰۰ سال پیش ایجاد شده‌اند. در حالی که جدیدترین آنها حدود ۶۹۰ سال پیش هستند. دوره زمانی ایجاد این نقاشی‌ها از دوره ایالت‌های جنگ‌طلب تا اواخر دودمان هان در تاریخ چین را در بر می‌گیرد. بسیاری از نقاشی‌ها به «زندگی و آیین‌های» مردم باستانی Luo Yue اشاره دارند که در این دوره در دره رودخانه زووجیانگ زندگی می‌کردند و به عنوان اجداد قوم ژوانگ، مردم مئونگ و کین شناخته می‌شوند.
نمایشی در موزه ملی قوم ژوانگ در شهر چونگزوو (崇左市壮族博物馆) به تاریخ و تفسیر این نقاشی‌ها اختصاص دارد.